# Kömlőd, Komárom-Esztergom
Kömlőd  este un sat în districtul Oroszlány, județul Komárom-Esztergom, Ungaria, având o populație de 1.088 de locuitori (2011). 

## Demografie
Componența etnică a satului Kömlőd
     Maghiari (96,25%)
     Germani (1,66%)
     Romi (1,46%)
     Necunoscut (0,31%)
     Ucraineni (0,31%)
     Alții (0,31%)
Componența confesională a satului Kömlőd
     Fără religie (26,29%)
     Romano-catolici (21,23%)
     Reformați (20,77%)
     Atei (1,38%)
     Necunoscută (29,32%)
     Alte religii (1,29%)
Conform recensământului din 2011, satul Kömlőd avea 1.088 de locuitori. Din punct de vedere etnic, majoritatea locuitorilor (96,25%) erau maghiari, existând și minorități de germani (1,66%) și romi (1,46%). Apartenența etnică nu este cunoscută în cazul a 0,31% din locuitori. Nu există o religie majoritară, locuitorii fiind persoane fără religie (26,29%), romano-catolici (21,23%), reformați (20,77%) și atei (1,38%). Pentru 29,32% din locuitori nu este cunoscută apartenența confesională.